# ダッジ・デイトナ
デイトナ（Daytona）はクライスラーの一部門である「ダッジ」が販売していた自動車である。
名前はフロリダ州デイトナビーチで行われる「デイトナ500レース」に参加するために作られたホモロゲーションモデルであるダッジ・チャージャーの一グレード「ダッジ・チャージャー・デイトナ」に由来している。
日本へは「クライスラー・デイトナ」として1990年まで投入されていた。

## 概要
デイトナはクライスラーの一連のFFシャーシである「Kプラットフォーム」から派生した「Gプラットフォーム」を使用した前輪駆動モデルである。ダッジのラインナップのうち、三菱製の「ダッジ・チャレンジャー(2代目、≒ギャランΛ)」と「ダッジ・コンクエスト(≒スタリオン)」の間が空白となっていたため、その補完のために企画された。
基本的なシャシコンポーネンツは「ダッジ・チャージャー（2代目）」と共用しているが、ボディスタイルは全く新規のものが与えられている。当初は固定4等式ヘッドライトを採用していたが、1987年にリトラクタブル・ヘッドライトへマイナーチェンジし、さらに1992年には三菱・エクリプス同様の異形2灯ヘッドライトへと変化している。
当初のラインナップは2.2リットルK型エンジン（99PS）および2.2リットルK型ターボ（142PS）であったが、1985年に上級グレードの「ターボZ」（2.5リットルK型ターボ 146hp）が追加され、1987年にはキャロル・シェルビーによってチューンナップされた「シェルビー・Z」（2.2リットルK型ターボ/174PS）が追加された。
さらに1992年にはIROCによりシボレー・カマロの後継モデルとしても指名され、ロータスがエンジンに手を入れた「IROC R/T」（2.2リットルK型 ターボ 224hp/3.0リットル三菱6G72型V型6気筒）がリリースされている。
なお、1984年にはターボモデルが『カー・アンド・ドライバー』誌により「テンベスト・リスト」に挙げられている。
デイトナは1993年に生産を終了し、「ダッジ・アベンジャー」とモデル統合された。
マイナーチェンジ後のモデルが1989年より日本へ「クライスラー」ブランドで導入されていた。
なお、姉妹車に「クライスラー・レーザー」が存在していたが、1989年にモデルチェンジし三菱・エクリプスの姉妹車「プリムス・レーザー」となっている。

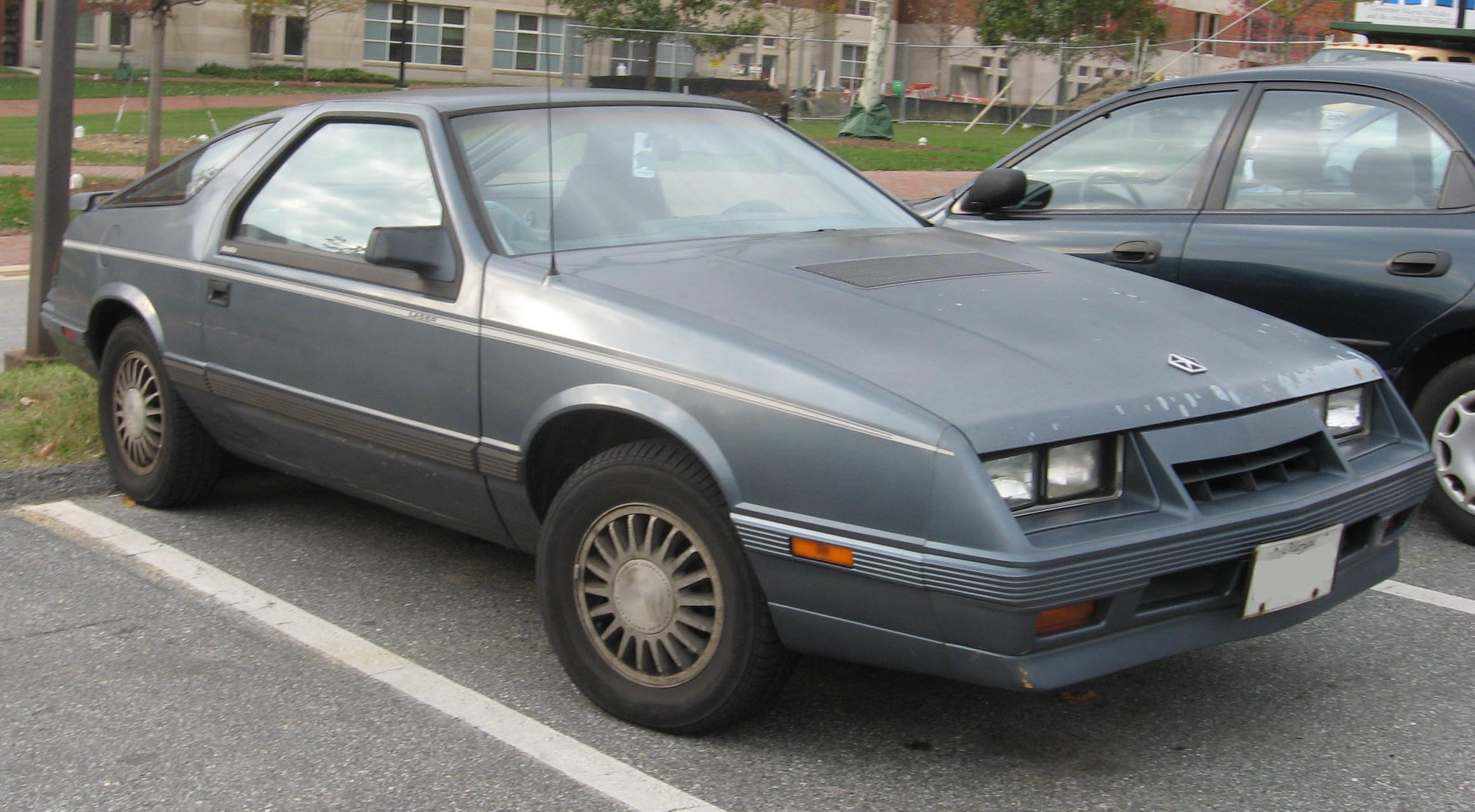
1984年型クライスラー・レーザー（バッジが違うのみで外観はほぼ同一）

## その他
1985年に、プロ野球選手の落合博満（当時ロッテオリオンズ）とランディ・バース（当時阪神タイガース）が三冠王を獲得し、リーグMVPの副賞として、デイトナが贈られた。黒と赤の2色が用意され、バースは黒、落合は赤を選んだ。ちなみに落合は2022年現在もデイトナを所有し、同じく所有しているアストン・マーティンV8ヴァンテージ シリーズ（「ボンドカー」）と共に車検、メンテナンスを繰り返しながら、35年以上にわたって現役で走行している。